# Carlo I d'Armagnac
Carlo I d'Armagnac in francese: Charles Ier d'Armagnac (1425 – Castelnau-de-Montmiral, 3 giugno 1497) fu visconte di Fézensaguet, dal 1465 circa e poi Visconte di Lomagne e Auvillars, Conte di Rodez, conte d'Armagnac e di Fezensac dal 1473, alla sua morte.

## Origine
Carlo, sia secondo i Documens historiques et généalogiques sur les familles et les hommes remarquables du Rouergue, che secondo Pierre de Guibours, detto Père Anselme de Sainte-Marie o più brevemente Père Anselme, era il figlio maschio primogenito del Conte di Rodez, conte d'Armagnac e di Fezensac, conte di Charolais e visconte di Lomagne e d'Auvillar, Giovanni IV e di Isabella d'Évreux-Navarra, figlia quintogenita del re di Navarra, conte d'Évreux e duca di Nemours, Carlo III di Navarra detto il Nobile e di Eleonora Enriquez.
Giovanni IV d'Armagnac, sia secondo i Documens historiques et généalogiques sur les familles et les hommes remarquables du Rouergue, che secondo Père Anselme, era il figlio maschio primogenito del Conte di Rodez, conte d'Armagnac e di Fezensac, conte di Charolais e visconte di Lomagne e d'Auvillar, Bernardo VII e della signora di Faucigny, Bona di Berry, che, sia secondo i Documens historiques et généalogiques sur les familles et les hommes remarquables du Rouergue, che secondo Père Anselme, era la figlia terzogenita del duca di Berry e d'Alvernia e conte di Poitiers e Montpensier, Giovanni di Francia (1340 † 1416) e della prima moglie Giovanna d'Armagnac (24 giugno 1346-1387), che, sempre secondo i Documens historiques et généalogiques sur les familles et les hommes remarquables du Rouergue, che secondo Père Anselme, era la figlia terzogenita del Conte di Rodez, conte d'Armagnac e di Fezensac e visconte di Lomagne e d'Auvillar, Giovanni I (1306 -† 1373) e della contessa di Charolais, Beatrice di Clermont (gennaio 1311 - Rodez 25 agosto 1364), principessa di sangue reale, figlia primogenita del conte di Charolais e signore di Saint-Just, Giovanni (figlio di Roberto di Francia, figlio del re di Francia, Luigi IX il Santo) e della sua seconda moglie, Giovanna di Dargies, signora di Dargies e di Catheux.

## Biografia

Scudo dei conti d'Armagnac e di Rodez, dopo il 1304

Dopo la morte della prozia Margherita di Comminges, suo padre, Giovanni IV, reclamò la contea di Comminges a nome delle figlia, Giovanna, che Margherita aveva avuto da suo zio paterno, Giovanni III d'Armagnac; questo suo reclamo indispose il re Carlo VII, che accusò Giovanni di cercare un'alleanza con gli inglesi e chiese al delfino, Luigi di punirlo, il giovane Luigi mise quindi sotto asseddio L'Isle-Jourdain prendendo Giovanni in ostaggio a Carcassonne nel 1443; assieme a Giovanni IV, furono presi in ostaggio tutti i familiari, incluso Carlo, ad eccezione di suo fratello Giovanni, che si era rifugiato in Spagna.
Tre anni dopo, suo padre, Giovanni, fu formalmente perdonato, ma le sue terre continuarono ad essere governate da ufficiali regi ed egli non ebbe più nessuna indipendenza fino alla morte sopraggiunta il 5 novembre 1450, a L'Isle-Jourdain.
A Giovanni IV succedette il figlio maschio primogenito, suo fratello Giovanni, che era rientrato dalla Spagna, come Giovanni V conte d'Armagnac e di Fezensac e Rodez.
Il fratello, Giovanni V, lo creò visconte di Fézensaguet, nel 1465 circa.
Nel 1465, Carlo si schierò con Giovanni V appoggiando nella sua protesta, Carlo di Francia, duca di Berry, fratello minore del re di Francia, Luigi XI, denominata La Lega del bene pubblico; dopo l'avvenuta pacificazione, Luigi XI non dimenticò l'affronto, e, con l'accusa di avere rapporti col re d'Inghilterra, Edoardo IV, nel settembre 1470, il parlamento di Parigi, decretò la requisizione di tutti i suoi beni per lesa maestà e lo condannò ad essere arrestato.
Giovanni, dopo essere stato sconfitto, nel giugno 1472, si rifugiò in Aragona, ma nel mese do ottobre era già rientrato e asserragliato a Lectoure.
Giovanni dovette capitolare e perdette la vita in una scaramuccia; secondo Père Anselme, Giovanni fu assassinato a colpi di pugnale, il 5 marzo 1473, dagli armigeri che erano entrati a Lectoure.
Alla sua morte, l'eredità di Giovanni non fu riconosciuta ai figli avuti dalla sorella (in quanto considerati illegittimi) e passò perciò a Carlo, l'unico fratello maschio, che divenne conte titolare, in quanto per volere di Luigi XI i beni di Giovanni furono spartiti: la contea d'Armagnac ed altri feudi furono affidati al signore d'Albret (Alain I d'Albret).
Prima di questi ultimi avvenimenti Carlo era stato catturato, a Millau, nel dicembre 1470, e imprigionato alla Bastiglia, a Parigi.
Carlo passò in carcere circa quindici anni, secondo Père Anselme, non tanto per ciò che aveva fatto, ma per la sua parentela con Giovanni V; le condizioni della prigionia furono molto dure, rinchiuso in una segreta, era angariato dal suo carcerire, Philippe L'Huilier.
Carlo fu liberato, dopo la morte di Luigi XI (30 agosto 1483), il 16 novembre 1483, ed il 12 aprile 1484, si presentò al parlamento per ottenere giustizia ed essere reintegrato nei suoi domini; il cancelliere, su ordine del nuovo re di Francia, Carlo VIII, gli promise giustizia e dopo poco, Carlo fu reintegrato nei domini di famiglia, trovando alcune resistenze tra coloro che vi erano insediati.
In quello stesso anno (1484), tra novembre e dicembre, fece donazione di alcune terre a due suoi nipoti, Ugo di Chalon, figlio della sorella Eleonora, e Renato d'Alençon, figlio di Maria.
I patimenti sofferti nel duro carcere, avevano lasciato un segno e le sue capacità intellettive avevano subito un danno tale che, per gli affari e su ordine del re, era stato affiancato da un curatore.
Infine, nel 1497, Carlo fece dono di tutti i suoi possedimenti al pronipote, Carlo IV d'Alençon, figlio di Renato; Carlo morì a Castelnau-de-Montmiral, il 3 giugno di quello stesso anno.
Alla morte di Carlo, i pretendenti dei suoi possedimenti furono molti, ma alla fine la successione tocco a Carlo IV d'Alençon, che fu riconosciuto, come tale solo il 29 april 1514, anche perché era il marito di Margherita d'Angoulême, sorella maggiore di Francesco d'Angoulême, marito di Claudia di Francia, ed erede al trono francese; il documento di conferma fu siglato nel febbraio 1515, quando Francesco era già Francesco I di Francia.

## Matrimonio e discendenza
Carlo aveva sposato Caterina di Foix Candale, figlia di Gastone († 1455), captal de Buch, visconte di Benaugese e conte di Candale, per diritto di matrimonio, e di Margherita d'Albret, figlia di Arnaud-Amanieu VIII d'Albret. Il contratto di matrimonio era stato redatto il 26 Novembre 1468 e la moglie avrebbe dovuto portare in dote 20.000 Livre tournois.
Carlo da Caterina non ebbe discendenza.
Da tre diverse amanti di cui non conosciamo né il nome né gli ascendenti, Carlo ebbe tre figli:
- Giovanni († dopo 1471), signore di Camboulas[25]
- Pietro (prima del 1468 - † dopo 1517), barone di Caussade[25] e visconte di Gimoes, legittimato nel 1502[25]
- Antonio, signore di Segur[25], che godeva di una pensione sulle terre d'Armagnac, come conferma un documento del 1488[5].

## Ascendenza
|                                           |                             |                                       | Genitori                                                                    |  |  | Nonni |  |  | Bisnonni                                 |  |  | Trisnonni                                |  |
|                                           |                             |                                       |                                                                             |  |  |       |  |  | 8. Giovanni II, conte d'Armagnac e Rodez |  |  | 16. Giovanni I, conte d'Armagnac e Rodez |  |
|                                           |                             |                                       |                                                                             |  |  |       |  |  | 8. Giovanni II, conte d'Armagnac e Rodez |  |  | 16. Giovanni I, conte d'Armagnac e Rodez |  |
|                                           |                             | 17. Beatrice di Charolais             |                                                                             |  |  |       |  |  | 8. Giovanni II, conte d'Armagnac e Rodez |  |  |                                          |  |
| 4. Bernardo VII, conte d'Armagnac e Rodez |                             |                                       |                                                                             |  |  |       |  |  | 8. Giovanni II, conte d'Armagnac e Rodez |  |  |                                          |  |
|                                           |                             | 9. Giovanna di Périgord               | 18. Ruggero Bernardo, conte di Périgord                                     |  |  |       |  |  |                                          |  |  |                                          |  |
|                                           |                             | 9. Giovanna di Périgord               | 18. Ruggero Bernardo, conte di Périgord                                     |  |  |       |  |  |                                          |  |  |                                          |  |
|                                           |                             | 9. Giovanna di Périgord               | 19. Eleonora di Vendôme                                                     |  |  |       |  |  |                                          |  |  |                                          |  |
| 2. Giovanni IV, conte d'Armagnac e Rodez  |                             | 9. Giovanna di Périgord               |                                                                             |  |  |       |  |  |                                          |  |  |                                          |  |
|                                           |                             | 10. Giovanni, duca di Berry           | 20. Giovanni II, re di Francia                                              |  |  |       |  |  |                                          |  |  |                                          |  |
|                                           |                             | 10. Giovanni, duca di Berry           | 20. Giovanni II, re di Francia                                              |  |  |       |  |  |                                          |  |  |                                          |  |
|                                           |                             | 10. Giovanni, duca di Berry           | 21. Bona di Lussemburgo                                                     |  |  |       |  |  |                                          |  |  |                                          |  |
| 5. Bona di Berry                          |                             | 10. Giovanni, duca di Berry           |                                                                             |  |  |       |  |  |                                          |  |  |                                          |  |
|                                           |                             | 11. Giovanna d'Armagnac               | 22. Giovanni I, conte d'Armagnac e Rodez (= 16)                             |  |  |       |  |  |                                          |  |  |                                          |  |
|                                           |                             | 11. Giovanna d'Armagnac               | 22. Giovanni I, conte d'Armagnac e Rodez (= 16)                             |  |  |       |  |  |                                          |  |  |                                          |  |
|                                           |                             | 11. Giovanna d'Armagnac               | 23. Beatrice di Charolais (= 17)                                            |  |  |       |  |  |                                          |  |  |                                          |  |
| 1. Carlo I, conte d'Armagnac e Rodez      |                             | 11. Giovanna d'Armagnac               |                                                                             |  |  |       |  |  |                                          |  |  |                                          |  |
|                                           | 12. Carlo II, re di Navarra | 24. Filippo, conte d'Évreux           |                                                                             |  |  |       |  |  |                                          |  |  |                                          |  |
|                                           | 12. Carlo II, re di Navarra | 24. Filippo, conte d'Évreux           |                                                                             |  |  |       |  |  |                                          |  |  |                                          |  |
|                                           | 12. Carlo II, re di Navarra | 25. Giovanna II, regina di Navarra    |                                                                             |  |  |       |  |  |                                          |  |  |                                          |  |
| 6. Carlo III, re di Navarra               | 12. Carlo II, re di Navarra |                                       |                                                                             |  |  |       |  |  |                                          |  |  |                                          |  |
|                                           |                             | 13. Giovanna di Francia               | 26. Giovanni II, re di Francia (= 20)                                       |  |  |       |  |  |                                          |  |  |                                          |  |
|                                           |                             | 13. Giovanna di Francia               | 26. Giovanni II, re di Francia (= 20)                                       |  |  |       |  |  |                                          |  |  |                                          |  |
|                                           |                             | 13. Giovanna di Francia               | 27. Bona di Lussemburgo (= 21)                                              |  |  |       |  |  |                                          |  |  |                                          |  |
| 3. Isabella di Navarra                    |                             | 13. Giovanna di Francia               |                                                                             |  |  |       |  |  |                                          |  |  |                                          |  |
|                                           |                             | 14. Enrico II, re di Castiglia e León | 28. Alfonso XI, re di Castiglia e León                                      |  |  |       |  |  |                                          |  |  |                                          |  |
|                                           |                             | 14. Enrico II, re di Castiglia e León | 28. Alfonso XI, re di Castiglia e León                                      |  |  |       |  |  |                                          |  |  |                                          |  |
|                                           |                             | 14. Enrico II, re di Castiglia e León | 29. Eleonora di Guzmán                                                      |  |  |       |  |  |                                          |  |  |                                          |  |
| 7. Eleonora di Castiglia                  |                             | 14. Enrico II, re di Castiglia e León |                                                                             |  |  |       |  |  |                                          |  |  |                                          |  |
|                                           |                             | 15. Giovanna di Castiglia             | 30. Giovanni Emanuele di Castiglia, signore di Villena, Escalona e Peñafiel |  |  |       |  |  |                                          |  |  |                                          |  |
|                                           |                             | 15. Giovanna di Castiglia             | 30. Giovanni Emanuele di Castiglia, signore di Villena, Escalona e Peñafiel |  |  |       |  |  |                                          |  |  |                                          |  |
|                                           |                             | 15. Giovanna di Castiglia             | 31. Bianca de La Cerda y Lara                                               |  |  |       |  |  |                                          |  |  |                                          |  |
|                                           |                             | 15. Giovanna di Castiglia             |                                                                             |  |  |       |  |  |                                          |  |  |                                          |  |

### Fonti primarie
- (FR)  Histoire généalogique et chronologique de la maison royale de France, tomus III.
- (FR)  Documens historiques et généalogiques sur les familles et les hommes remarquables du Rouergue.
- (FR)  Histoire générale de Languedoc commenced by Gabriel Marchand.

### Letteratura storiografica
- Joseph Calmette, Il regno di Carlo VII e la fine della guerra dei cent'anni in Francia, in Storia del mondo medievale, vol. VII, 1999, pp. 611–656.
- Charles Petit Dutaillis, Francia: Luigi XI, in Storia del mondo medievale, vol. VII, 1999, pp. 657–695.
- (FR)  La maison d'Armagnac au XVe siècle et les dernières luttes de la féodalité.